# Red Alert (album)
Red Alert – dwudziesty piąty album studyjny Sizzli, jamajskiego wykonawcy muzyki reggae i dancehall.
Płyta została wydana 27 stycznia 2004 roku przez label Charm Records, należący do brytyjskiej wytwórni Jet Star Records. Znalazła się na niej kompilacja najnowszych singli Sizzli. Produkcją całości zajął się Leroy "Sugar Roy" Moore.

## Lista utworów
1. "Your Love Is"
2. "Life"
3. "Beautiful"
4. "Bring Your Lovin'"
5. "Slew Them"
6. "Love You"
7. "Burn the Herb"
8. "Stay Clean"
9. "Better Tomorrow"
10. "Alert"
11. "First Thing"
12. "Boom Boom"
13. "Long Way"
14. "Blessing"
15. "Shi Want Mi"